# Catherine Sauval
Pour les articles homonymes, voir Sauval.
Catherine Sauval, née le 9 février 1962 à Amiens, est une actrice française sociétaire de la Comédie-Française. Elle y entre le 15 septembre 1984 et devient la 483e sociétaire le 1er janvier 1990. Elle quitte la troupe le 31 décembre 2015.

## Théâtre

### Comédie-Française
- 1985 : Félicité de Jean Audureau, mise en scène Jean-Pierre Vincent
- 1985 : La Tragédie de Macbeth de William Shakespeare, mise en scène Jean-Pierre Vincent, Festival d'Avignon
- 1985 : Le Balcon de Jean Genet, mise en scène Georges Lavaudant
- 1985 : Le Savon de Francis Ponge, mise en scène Christian Rist, Festival d'Avignon
- 1986 : Un chapeau de paille d'Italie d'Eugène Labiche et Marc-Michel, mise en scène Bruno Bayen
- 1986 : Le Songe d'une nuit d'été de William Shakespeare, mise en scène Jorge Lavelli
- 1987 : Le Jeu de l'amour et du hasard de Marivaux
- 1987 : Barrio chino de Christine Albanel, mise en scène Jean-Marc Grangier, Petit Odéon
- 1989 : Britannicus de Racine, mise en scène Jean-Luc Boutté
- 1989 : Lorenzaccio d'Alfred de Musset, mise en scène Georges Lavaudant
- 1989 : L'Avare de Molière, mise en scène Jean-Paul Roussillon
- 1989 : Le Misanthrope de Molière, mise en scène Simon Eine
- 1990 : Le Misanthrope de Molière, mise en scène Simon Eine, tournée
- 1991 : Le Misanthrope de Molière, mise en scène Simon Eine
- 1991 : Le roi s'amuse de Victor Hugo, mise en scène Jean-Luc Boutté
- 1991 : La Nuit de l'iguane de Tennessee Williams, mise en scène Brigitte Jaques, Théâtre des Quartiers d'Ivry
- 1992 : George Dandin de Molière, mise en scène Jacques Lassalle
- 1992 : Antigone de Sophocle, mise en scène Otomar Krejča, Salle Richelieu
- 1993 : Dom Juan de Molière, mise en scène Jacques Lassalle, Festival d'Avignon
- 1993 : L'Impromptu de Versailles et Les Précieuses ridicules de Molière, mise en scène Jean-Luc Boutté, Salle Richelieu
- 1994 : L'Impromptu de Versailles de Molière, mise en scène Jean-Luc Boutté, TNP Villeurbanne, La Criée
- 1995 : Intrigue et Amour de Friedrich von Schiller, mise en scène Marcel Bluwal
- 1995 : Occupe-toi d'Amélie de Georges Feydeau, mise en scène Roger Planchon, Salle Richelieu
- 1995 : Le Misanthrope de Molière, mise en scène Simon Eine
- 1996 : Léo Burckart de Gérard de Nerval, mise en scène Jean-Pierre Vincent
- 1997 : Embarquement immédiat d'Élisabeth Janvier, mise en scène Alain Pralon, Studio-Théâtre
- 1998 : Le Ping-pong d'Arthur Adamov, mise en scène Gilles Chavassieux, Théâtre du Vieux-Colombier
- 1998 : Le Glossaire de Max Rouquette, mise en scène Vincent Boussard, Studio-Théâtre
- 1999 : L'Incorruptible d'Hugo von Hofmannsthal, mise en scène Philippe Adrien, Théâtre du Vieux-Colombier
- 2000 : Un garçon impossible de Petter S. Rosenlund, mise en scène Frédéric Bélier-Garcia, Studio-Théâtre
- 2000 : Le Bourgeois gentilhomme de Molière, mise en scène Jean-Louis Benoît
- 2001 : Le Froussard de Pál Békés, mise en lecture Jacques Connort, Studio-Théâtre
- 2001 : Le Bourreau de Longwy de Kornél Hamvai, mise en lecture Jean-Loup Rivière, Studio-Théâtre
- 2001 : Le Malade imaginaire de Molière, mise en scène Claude Stratz
- 2002 : Orbite ouverte et Au-delà, les étoiles sont notre maison d'Abel Neves, mise en lecture Véronique Bellegarde, Studio-Théâtre
- 2002 : Le Malade imaginaire de Molière, mise en scène Claude Stratz
- 2002 : La plaine de Caïn et Ces murs qui nous écoutent de Spôjmaï Zariâb, lecture, Théâtre du Vieux-Colombier
- 2003 : Papa doit manger de Marie NDiaye, mise en scène André Engel
- 2003 : Le Malade imaginaire de Molière, mise en scène Claude Stratz
- 2003 : Platonov d'Anton Tchekhov, mise en scène Jacques Lassalle
- 2004 : Papa doit manger de Marie NDiaye, mise en scène André Engel
- 2004 : Le Conte d'hiver de William Shakespeare, mise en scène Muriel Mayette, Studio-Théâtre
- 2004 : Les Fables de La Fontaine, mise en scène Bob Wilson
- 2004 : Le Malade imaginaire de Molière, mise en scène Claude Stratz
- 2004 : L'Histoire du théâtre..., mise en scène François Regnault, Théâtre du Vieux-Colombier
- 2005 : Platonov d'Anton Tchekhov, mise en scène Jacques Lassalle
- 2005 : Le Malade imaginaire de Molière, mise en scène Claude Stratz
- 2005 : Bouli redéboule de Fabrice Melquiot, mise en scène Philippe Lagrue, Studio-Théâtre
- 2006 : Les Temps difficiles d'Édouard Bourdet, mise en scène Jean-Claude Berutti, Théâtre du Vieux-Colombier
- 2006 : Le Malade imaginaire de Molière, mise en scène Claude Stratz
- 2007 : Le Retour au désert de Bernard-Marie Koltès, mise en scène Muriel Mayette
- 2007 : Les Temps difficiles d'Édouard Bourdet, mise en scène Jean-Claude Berutti, Théâtre du Vieux-Colombier
- 2007 : Le Malade imaginaire de Molière, mise en scène Claude Stratz
- 2007 : Les Fables de La Fontaine, mise en scène Bob Wilson
- 2008 : Penthésilée d'Heinrich von Kleist, mise en scène Jean Liermier
- 2008 : Yerma de Federico García Lorca, mise en scène Vicente Pradal, Théâtre du Vieux-Colombier
- 2009 : Pur de Lars Norén, mise en scène de l'auteur, Théâtre du Vieux-Colombier
- 2009 : Le Malade imaginaire de Molière, mise en scène Claude Stratz
- 2009 : Figaro divorce d'Ödön von Horváth, mise en scène Jacques Lassalle
- 2009 : Les Joyeuses Commères de Windsor de William Shakespeare, mise en scène Andrés Lima
- 2010 : Le Mariage de Nikolaï Gogol, mise en scène Lilo Baur, Théâtre du Vieux-Colombier
- 2011 : Les Joyeuses Commères de Windsor de William Shakespeare, mise en scène Andrés Lima, Salle Richelieu
- 2012 : Le Malade imaginaire de Molière, mise en scène Claude Stratz, Théâtre Éphémère, Béline
- 2016 : George Dandin et La Jalousie du barbouillé de Molière, mise en scène Hervé Pierre, Théâtre du Vieux-Colombier

## Filmographie
- 2015 : Le Hater de Théodore Bonnet : Mère de Félix
- 2015 : On reste amis de FloBer : Mère de Lola
- 2015 : Qu'est-ce qu'on a fait au milieu ? d'Adrien Ménielle : la mère de famille
- 2017 : Les vieux et la technologie 2 d'Akim Omiri et Cyprien Iov : la mere de Cyprien

2019 « Je suis ton père » de Justine Le Pottier, rôle de Arlette Baratier.

## Distinctions
- Chevalière de l'ordre des Arts et des Lettres